# Friedrich Wolfstieg
Friedrich Wilhelm August Ulrich Wolfstieg (* 12. September 1887 in Berlin; † 9. Juni 1950) war ein deutscher Verwaltungsjurist und Kommandeur der Schutzpolizei im Freistaat Sachsen, später Inspekteur der Ordnungspolizei in Brandenburg (außer Berlin).

## Leben und Wirken
Er war der Sohn des Bibliotheksdirektors August Wolfstieg, studierte Rechtswissenschaft an den Universitäten Tübingen und Berlin, promovierte an der Universität Breslau und trat 1913 in das Offizierkorps der Königlichen Schutzmannschaft in Berlin ein. Von 1914 bis 1918 nahm er am Ersten Weltkrieg als Offizier des preußischen Grenadierregiments Nr. 12 teil. 1919 trat er in die als Freiwilligenverband gegründete Sicherheitspolizei in Berlin ein, die später zur Schutzpolizei umgewandelt wurde. 1933 wurde er in das preußische Ministerium des Innern berufen. Seit 1935 leitete er als Kommandeur die Schutzpolizei des oberschlesischen Industriegebietes. Zum Kommandeur der Schutzpolizei Sachsens wurde er als Oberst mit Wirkung vom 1. Februar 1939 ernannt, nachdem der bisherige Kommandeur Oberst Otto von Oelhafen Inspekteur der Ordnungspolizei in Sachsen geworden war. 1943 war er in Berlin Inspekteur der Ordnungspolizei in Brandenburg.

## Schriften (Auswahl)
- Das Beamtentreichsrecht nach Inkrafttreten der Reichsverfassung vom 11. August 1919. Ein Ratgeber für alle deutschen Beamten. 1921.
- (Hrsg.): Reichs- und Landesgesetze über die preußischen Schutzpolizeibeamten. Berlin 1922.
- Geschichte der Landsmannschaft Palaiomarchia, 1874–1924. Anlässlich der Feier des 50jährigen Bestehens. 1924.
- (Hrsg.): Die Beamtengesetzgebung des Deutschen Reiches. Sammlung aller geltenden Gesetze und Rechtsverordnungen sowie der wichtigsten Ausführungsbestimmungen und Verwaltgsverordnungen. Mit Anmerkungen über Gesetzgebung und Schrifttum sowie Sachregister. Volkswirtschaftliche Verlagsgesellschaft, Berlin 1926.
- Deutsches Polizeibeamtengesetz vom 24. Juni 1937. 1937.